# 't Oude Raadhuys
't Oude Raadhuys is een gemeentelijk monument aan de Wakkerendijk in Eemnes in de provincie Utrecht. 
Tot 1700 stond op deze plek herberg "De Vier Heemskinderen". Het huidige pand werd midden jaren tachtig van de negentiende eeuw gebouwd. Het droeg toen de naam Villa Bellevue en werd bewoond door de gemeenteontvanger. Deze verkocht het huis in 1907 voor f 4700 aan de gemeente Eemnes. Nadat het tot 1975 als raadhuis was gebruikt werd het in 1983 verbouwd tot restaurant "'t Oude Raadhuys". Het pand heeft een bel-etage en een souterrain. De toegang tot het souterrain bevindt zich onder de uitwaaierende trap met vijf treden. Het huis is rondom voorzien van een pleisterlaag.